# Océan Indien
L’océan Indien, autrefois appelé océan Oriental ou mer des Indes, est un océan qui s’étend sur une surface de 70 560 000 km2, soit 13,83 % de la surface totale du globe terrestre. Avec ses mers bordières, il est limité au nord par la péninsule Arabique, l'Iran, le Pakistan, l’Inde, le Bangladesh, la Birmanie et la Thaïlande ; à l'est par l’Indonésie (îles de Sumatra, Java, Bali, Lombok, Sumbawa, Sumba, Rote, Timor, Yamdena, 
Kei Besar, la Nouvelle-Guinée occidentale), l'entrée ouest du détroit de Torrès, l’Australie continentale, la sortie est du détroit de Bass et la côte orientale de la Tasmanie ; le méridien 146°49'37" de longitude est frontalier de l'océan Pacifique ; au sud par le continent antarctique, à 
l’ouest par le méridien 20° de longitude est, qui le sépare de l'océan Atlantique, enfin par l'Afrique continentale.

## Géographie physique

### Localisation et limites
L'océan Indien se situe entre le méridien 20° 00' E, l'Afrique continentale depuis le cap des Aiguilles (Afrique du Sud) jusqu'au raas Xaafun (Somalie), la limite sud de la mer d'Arabie, l'Addu Atholhu (Maldives), la limite sud de la mer des Laquedives, Dondra Head (pointe sud du Sri-Lanka), la limite sud du golfe du Bengale, les côtes occidentales de pulau Breueh et de pulau Nasil (mer d'Andaman), les côtes méridionales des Grandes et Petites îles de la Sonde depuis l'ujung Raja (pointe nord-ouest de Sumatra) jusqu'au tanjung Boa (pointe sud-ouest de l'île de Rote), la limite ouest de la mer de Timor, l'Australie continentale depuis le  cap Londonderry jusqu'au 
West Cape Howe (cap Howe occidental), la limite sud de la Grande Baie australienne, la côte sud de la Tasmanie entre le South West Cape et le South East Cape, depuis ce dernier cap le méridien 146°49'37"E vers le sud, et l'Antarctique.
Les eaux les plus méridionales de l'océan Indien sont rendues très froides, voire glacées, par la présence du Continent Blanc, cependant la plupart de ses eaux sont tropicales, dotées de récifs coralliens et d'atolls. C'est le plus chaud des océans. Sa chaleur génère de nombreuses tempêtes tropicales pendant les mois d'été. Son code d'enregistrement numérique auprès de l’Organisation hydrographique internationale est « B », et son identification dans Limites des océans et des mers est « 45 »; son nom français dans la nomenclature des espaces maritimes du Conseil national de l'information géolocalisée est « Océan Indien ».
L'Organisation hydrographique internationale définit les limites de l'océan Indien comme suit, :
Au nord :
- Les limites sud de la mer d'Arabie et de la mer des Laquedives ;
- la limite sud du golfe du Bengale ;
- les limites sud de l'archipel indonésien ;
- et la limite sud de la Grande Baie australienne.

À l'ouest : 
- Du cap des Aiguilles par 20° de longitude Est en suivant ce méridien jusqu'au continent antarctique.

À l'est : 
- Depuis le South East Cape, point méridional de la Tasmanie, en direction du sud le long du méridien 146° 55' E jusqu'au continent antarctique.

Au sud : 
- Le continent antarctique.

#### Mers bordières
Les mers bordières subordonnées à l'océan Indien se situant à sa périphérie  sont au nombre de quatorze :
- Golfe de Suez
- Golfe d'Aqaba
- Mer Rouge
- Golfe d'Aden
- Mer d'Arabie
- Golfe d'Oman
- Golfe Persique
- Mer des Laquedives
- Golfe du Bengale
- Mer d'Andaman
- Mer de Timor
- Mer d'Arafura
- Grande Baie australienne
- Détroit de Bass

À ces mers bordières s'ajoute un espace bien défini, le canal du Mozambique. L'Organisation hydrographique internationale en a déterminé les limites, mais il reste incorporé dans l'aire maritime de l'océan Indien.

#### Profondeur
La profondeur de l’océan Indien atteint les 7 187 m dans la Fosse de la Sonde (son point le plus profond enregistré jusqu’à aujourd’hui).

## Géologie
À l’époque de l’apparition des premiers dinosaures, il y a 200 millions d’années (Trias), l’Afrique, l’Inde, l’Antarctique et l’Australie se touchaient pour ne former qu’un seul continent, la Pangée. Il y a 170 millions d’années, l’Afrique s’en sépare puis, il y a 70 millions d’années, l’Inde s’en détache à son tour pour venir buter sur le continent asiatique il y a 45 millions d’années. C’est cet espace laissé vide que nous nommons océan Indien.

## Les îles
- les îles Quirimbas (Mozambique)
- l'île de Madagascar
  - îles de Madagascar

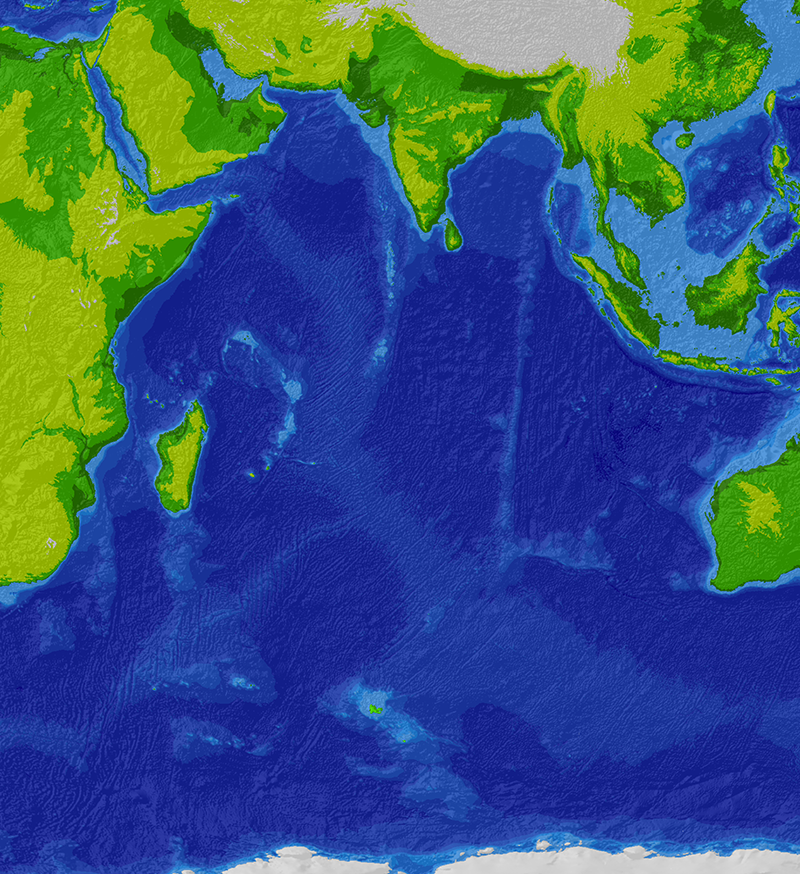
Profil bathymétrique de l’océan Indien.

- l'île de La Réunion (région et département français)
- les îles de Mayotte (région et département français) 
  - îles de Mayotte
- les cinq îles Éparses françaises de l'océan Indien : l'atoll Bassas da India, l'île Europa, l'île Juan de Nova, l'île Tromelin et les îles Glorieuses (île Grande Glorieuse et du Lys)
- les dépendances lointaines de l'île Maurice :
  - l'île Rodrigues (dépendance de Maurice)
  - l'archipel d'Agaléga (dépendance de Maurice)
- Union des Comores
  - Anjouan
  - Grande Comore
  - Mohéli
- les Seychelles :
  - les îles Intérieures granitiques et coralliennes
  - les îles Extérieures coralliennes (en créole seychellois : Zil Elwannyen Sesel)
- les îles tanzaniennes :
  - les îles de Zanzibar et de Pemba ;
  - l'île de Mafia.
- les îles yémenites :
  - Abd al Kuri
  - Socotra
- les îles omanaises de Kira Mourah
- les Îles Laquedives (territoire de l’Inde)
- les îles Maldives
- l'île de Sri Lanka
- l’archipel des Chagos (dont Diego Garcia, Territoire britannique de l'océan Indien)
- les îles Andaman et les îles Nicobar (qui forment un territoire de l’Inde)
- Les îles indonésiennes
  - au large de Sumatra : îles Banyak, Simeulue, Nias, îles Mentawaï, Enggano,
  - au large de Java : île de Deli, Tinjil, Nusa Kambangan, Sempu
- Les îles australiennes :
  - les îles Cocos (territoire de l'Australie) ;
  - l’île Christmas (territoire de l’Australie) ;
  - la Tasmanie et l'archipel Furneaux ;
  - Les îles Heard-et-MacDonald.
- les autres îles australes des Terres australes et antarctiques françaises :
  - les îles Amsterdam et Saint-Paul ;
  - l’archipel Crozet ;
  - les îles Kerguelen (ou « îles de la Désolation ») ;
- Les îles du Prince-Édouard (ou « îles Froides »), une dépendance sud-africaine :
  - l'île du Prince-Édouard
  - l'île Marion
- Liste des îles de la mer Rouge
- Liste des îles du golfe Persique (en)

### Les États riverains
- Inde
- Maldives
- Sri Lanka
- Bangladesh
- Birmanie
- Thaïlande
- Indonésie
- Timor oriental
- Australie
- Afrique du Sud
- Mozambique
- Madagascar
- La Réunion
- Maurice
- Mayotte
- Comores
- Tanzanie
- Territoire britannique de l'océan Indien
- Kenya
- Somalie
- Érythrée
- Soudan
- Égypte
- Israël
- Jordanie
- Arabie Saoudite
- Yémen
- Oman
- Émirats arabes unis
- Qatar
- Bahreïn
- Koweït
- Irak
- Iran
- Pakistan
- Norvège dépendances

États de l'océan Indien et  de ses mers bordières, golfes de Suez et d'Aqaba non inclus : 
| Pays                                                   | Plus grande ville côtière                 | Nom de la mer bordière                                                               | Population nationale | Langues parlées                                                                         |
| ------------------------------------------------------ | ----------------------------------------- | ------------------------------------------------------------------------------------ | -------------------- | --------------------------------------------------------------------------------------- |
| Égypte                                                 | Hurghada                                  | Mer Rouge                                                                            | 109 262 178          | arabe classique, arabe dialectal égyptien                                               |
| Soudan                                                 | Port Soudan                               | Mer Rouge                                                                            | 44 657 202           | arabe soudanais, anglais                                                                |
| Érythrée                                               | Massaoua                                  | Mer Rouge                                                                            | 3 646 000            | arabe standard moderne, tigrigna                                                        |
| Djibouti                                               | Djibouti                                  | Golfe d'Aden                                                                         | 1 105 557            | français, anglais, afar, somali                                                         |
| Arabie saoudite                                        | Djeddah, Dammam                           | Mer Rouge, golfe Persique                                                            | 35 950 396           | arabe classique, arabe najdi, arabe hijazi                                              |
| Yémen                                                  | Al-Hodeïda, Aden, Al Ghaydah              | Mer Rouge, golfe d'Aden, mer d'Arabie                                                | 32 981 641           | arabe, arabe sanaani, arabe ta'izzi adeni, arabe hadrami                                |
| Oman                                                   | Salalah, Mascate                          | Mer d'Arabie, golfe d'Oman                                                           | 4 520 471            | arabe omanais, arabe du Golfe                                                           |
| Émirats arabes unis                                    | Fujaïrah, Dubai                           | Golfe d'Oman, golfe Persique                                                         | 9 365 145            | arabe classique, arabe du Golfe, malayalam                                              |
| Qatar                                                  | Doha                                      | Golfe Persique                                                                       | 2 688 235            | arabe classique, arabe du Golfe                                                         |
| Bahreïn                                                | Manama                                    | Golfe Persique                                                                       | 1 463 265            | arabe classique, arabe bahrani                                                          |
| Koweït                                                 | Shuwayq                                   | Golfe Persique                                                                       | 4 250 114            | arabe classique, arabe du Golfe                                                         |
| Irak                                                   | Umm Qasr                                  | Golfe Persique                                                                       | 43 533 592           | arabe classique, arabe mésopotamien                                                     |
| Iran                                                   | Bandar Abbas, Tchabahar                   | Golfe Persique, golfe d'Oman                                                         | 87 923 432           | farsi, azéri, kurde, mazandérani                                                        |
| Pakistan                                               | Karachi                                   | Mer d'Arabie                                                                         | 231 402 117          | ourdou, anglais, sindhi penjabi, pachtou, baloutchi                                     |
| Inde                                                   | Bombay, Cochin, Chennai                   | Mer d'Arabie, mer des Laquedives, golfe du Bengale                                   | 1 407 863 542        | hindi, bengali, télougou, marathi, tamoul, ourdou, gujarati, kannada,                   |
| Maldives                                               | Malé                                      | Mer des Laquedives                                                                   | 521 457              | maldivien, malayalam                                                                    |
| Sri Lanka                                              | Colombo, Trinquemalay                     | Mer des Laquedives, golfe du Bengale                                                 | 23 044 123           | cinghalais, tamoul                                                                      |
| Bangladesh                                             | Chittagong                                | Golfe du Bengale                                                                     | 169 356 421          | bengali, chittagonien, sylheti                                                          |
| Birmanie                                               | Rangoun                                   | Mer d'Andaman                                                                        | 53 798 084           | birman, shan                                                                            |
| Thaïlande                                              | Ranong                                    | Mer d'Andaman                                                                        | 71 601 103           | thaï, isan                                                                              |
| Indonésie                                              | Padang, Merauke                           | Océan Indien, mer de Timor, mer d'Arafura                                            | 273 753 191          | indonésien, javanais, soundanais, malais de Jambi, minangkabau, batak, madurais, betawi |
| Timor oriental                                         | Suai                                      | Mer de Timor                                                                         | 1 320 942            | portugais & tétoum                                                                      |
| Australie                                              | Weipa, Darwin, Perth, Adélaïde, Melbourne | Mer d'Arafura, mer de Timor, océan Indien, Grande Baie australienne, détroit de Bass | 25 921 089           | anglais, kalaw lagaw                                                                    |
| Afrique du Sud                                         | Durban                                    | Océan Indien                                                                         | 59 392 255           | afrikaans, zoulou, xhosa, sésotho, tawana                                               |
| Mozambique                                             | Maputo                                    | Canal du Mozambique                                                                  | 32 077 072           | portugais, swahili, makua                                                               |
| Madagascar                                             | Toamasina                                 | Océan Indien                                                                         | 28 915 653           | malagasy & français                                                                     |
| France (La Réunion)                                    | Saint-Denis de la Réunion                 | Océan Indien                                                                         | 966 129              | français, créole réunionnais                                                            |
| Maurice                                                | Port-Louis                                | Océan Indien                                                                         | 1 379 365            | anglais, français, créole mauricien                                                     |
| France (Mayotte)                                       | Mamoudzou                                 | Canal du Mozambique                                                                  | 316 014              | français, mahorais, shibushi                                                            |
| Comores                                                | Moroni                                    | Canal du Mozambique                                                                  | 821 625              | comorien, arabe & français                                                              |
| Tanzanie                                               | Dar es Salam                              | Océan Indien                                                                         | 63 588 334           | swahili & anglais, sukuma                                                               |
| Royaume-Uni (Territoire britannique de l'océan Indien) | Diego Garcia                              | Océan Indien                                                                         | 4 000                | anglais                                                                                 |
| Seychelles                                             | Victoria                                  | Océan Indien                                                                         | 106 471              | créole seychellois, anglais et français                                                 |
| Kenya                                                  | Mombasa                                   | Océan Indien                                                                         | 47 564 296           | swahili, anglais et kikuyu                                                              |
| Somalie                                                | Mogadiscio, Bosaso                        | Océan Indien, golfe d'Aden                                                           | 17 065 581           | somali et arabe                                                                         |

## Histoire
- IIe siècle av. J.-C. : le Grec Eudoxe de Cyzique voyage en Inde par la voie maritime. Le géographe Ptolémée, à la même époque, le désigne sous le nom d’Indikon Pelagos (« mer Indienne »), puis plus tard Pline l'Ancien le nomme lui-même : Oceanus Indicus (océan Indien).
- Ier-IVe siècle : arrivée en provenance d’Indonésie des premiers Austronésiens dans la région, notamment à Madagascar. Contacts avec l’Afrique orientale où des plantes cultigènes asiatiques (banane, taro, igname, etc.) sont introduites.
- VIIe siècle : épanouissement du bouddhisme à Sumatra et Java. Voyages de plusieurs moines bouddhistes chinois, dont Yi Jing, en Inde en passant par la voie maritime.
- 860 : une inscription de Java mentionne, dans une liste de domestiques, le nom de Jenggi, c’est-à-dire « Zengi », nom arabe des habitants de la côte est de l’Afrique.
- 945-946 : le livre arabe Les Merveilles de l’Inde rapporte l’arrivée sur la côte du Mozambique d’« un millier d’embarcations » montées par des Waq-Waq qui viennent d’îles « situées en face de la Chine » (c’est-à-dire l’actuelle Indonésie) chercher des produits et des esclaves.
- XIe siècle : la dynastie Chola dans l’Inde du Sud conquiert Ceylan et lance des expéditions contre le royaume de Sriwijaya dans l’île indonésienne de Sumatra.
- XIIIe siècle : arrivée de Persans chiraziens aux Comores.
- 1295 : Marco Polo rentre de Chine par la voie maritime.
- XIVe siècle : 
  - le Marocain Ibn Battuta, ambassadeur du sultanat de Delhi en Chine, visite Sumatra ;
  - le Chinois Wang Dayuan effectue plusieurs voyages entre 1328 et 1339 qui le mèneront en Arabie (puis en Égypte et au Maroc) et en Afrique orientale (jusqu'à l'actuelle Tanzanie)[6].

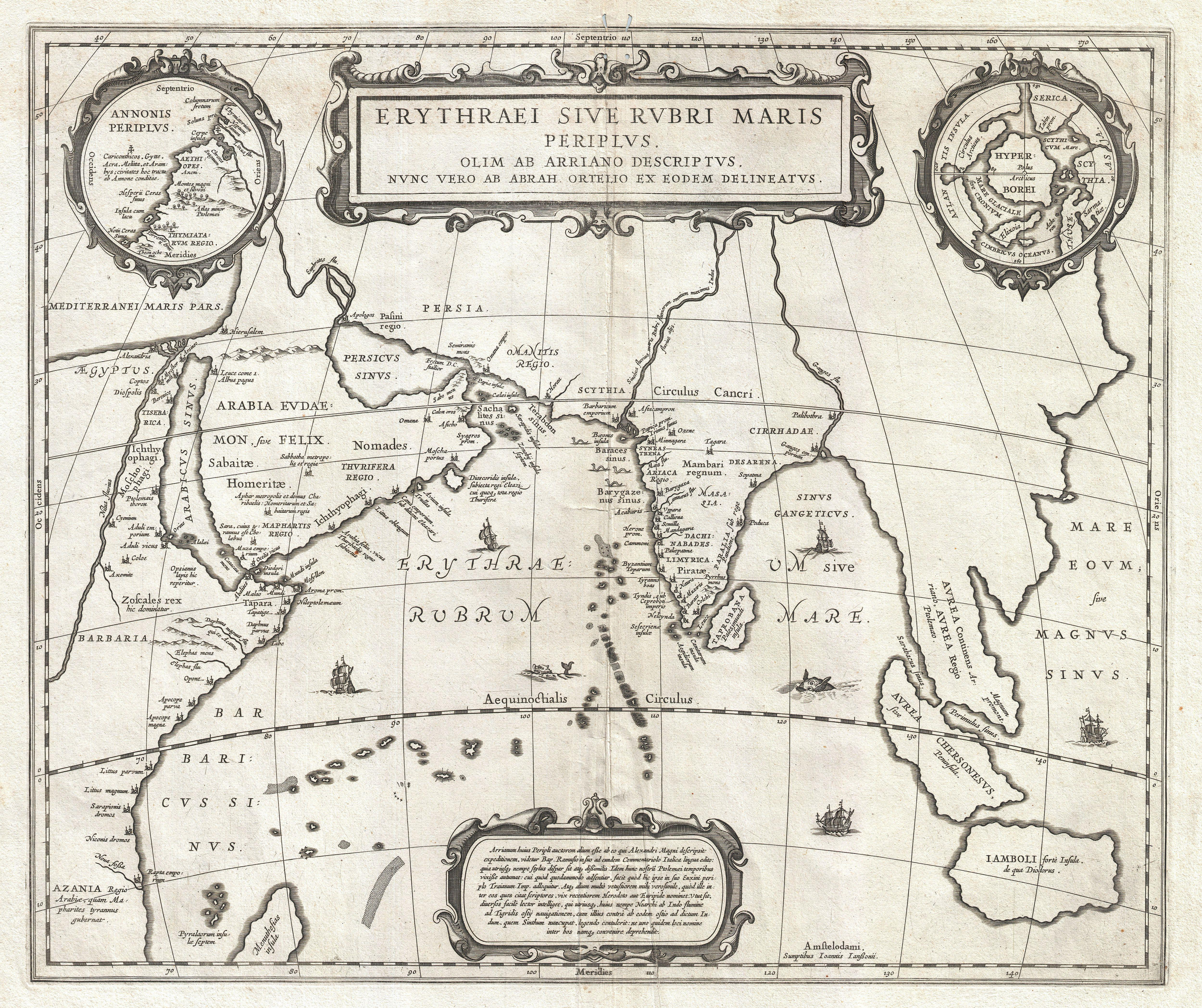
Carte de l'océan Indien datant du XVIIe siècle.

- 1400 : fondation de Malacca dans la péninsule Malaise par un prince de Sumatra.
- 1421-1422 : 6e voyage du chinois Zheng He atteignant l'Afrique orientale.
- 1488 : Bartolomeu Dias dépasse le cap de Bonne-Espérance.
- 1497 : Vasco de Gama va jusqu’en Inde. En chemin, il découvre l'archipel des Seychelles.
- 1500 : première arrivée d’Européens à Madagascar (Diogo Dias).
- 9 février 1507 : découverte de La Réunion par le Portugais Diogo Dias.
- 1510 : prise de Goa en Inde par les Portugais sous le commandement d’Afonso de Albuquerque.
- 1511 : conquête de Malacca par Albuquerque.
- 1770 : l’Anglais James Cook arrive en Australie.
- 1772 : découverte des îles Kerguelen par Yves Joseph de Kerguelen de Trémarec.
- 1820 : découverte du continent antarctique.
- 1869 : ouverture du canal de Suez.
- 1883 :
  - explosion du Krakatoa et tsunami du 27 août 1883.
  - tsunami du 26 décembre 2004
- 2014 : recherche d'un Boeing 777 de la Malaysia Airlines sur le vol MH370 disparu depuis le 8 mars, potentiellement situé près de l'Australie.
- 2015 : recherche des débris du Boeing 777 de la Malaysia Airlines sur le vol MH370 au niveau de l'île de la Réunion à la suite de la  découverte d'une pièce de l'avion.
- 2025 : restitution de l'archipel des Chagos, par la Grande-Bretagne.

## Géopolitique
L'atoll de Diego Garcia en plein cœur de l'océan Indien est une possession britannique louée aux États-Unis en tant que base militaire. En raison de sa position stratégique, elle permet à ces derniers d'avoir une surveillance active et une possibilité d'intervention rapide vers les zones à risque en Afrique (Somalie), au Moyen-Orient ou en Asie (Indonésie).
l’accord intervenu en octobre 2024, sur la restitution à l’île Maurice des îles Chagos par la Grande-Bretagne, au cœur de l’océan Indien, abritant notamment la base américaine de Diego Garcia, à relancé le débat dans la région d'une future restitution des petits îlot des île éparses à Madagascar, et l'Île Maurice, par la France.

## Environnement

### Problèmes environnementaux
Des débris plastiques de provenance mondiale polluent l'ensemble des océans ; concernant l'océan Indien, ils proviennent notamment d'Asie. Chaque année, 600 000 tonnes de déchets plastiques sont déversés dans l'océan. Bien que relativement sporadique, un vortex de déchets est présent dans l'océan Indien.
Le réchauffement climatique, par l'élévation progressive du niveau des océans qu'il induit, menace directement les petits états insulaires « au ras de l'eau » comme les Maldives, membre de Alliance of Small Island States.

### Protection de l'environnement
Il existe des réglementations nationale et internationale, ainsi que différents classements de certaines zones telles que des aires marines protégées, des réserves de biosphère, des parcs naturels marins...